# Michael Hogan
Pour les articles homonymes, voir Hogan.
Michael Hogan est un acteur canadien, né le 13 mars 1949 à Kirkland Lake (Ontario).
Il est célèbre pour son rôle du colonel Saul Tigh dans la série de science-fiction Battlestar Galactica (2003-2009).
Par la suite, il continue son parcours à la télévision, avec des rôles dans  Smallville (2010), Teen Wolf (2012-2017), Fargo (2015), 12 Monkeys (2016) ou encore Le Maître du Haut Château (2016-2018). En parallèle, le début des années 2010 lui permet d'évoluer sur la scène vidéoludique, tenant tour à tour les rôles de Doc Mitchell dans Fallout: New Vegas (2010), du capitaine, puis commandant, Armando-Owen Bailey dans Mass Effect 2 (2010) et Mass Effect 3 (2012), ainsi que le général Tullius dans The Elder Scrolls V: Skyrim (2011). 

## Biographie

### Jeunesse
Michael Hogan est né de parents irlandais.

### Carrière
Il joue dans le film Opération beurre de pinottes en 1985.Parmi ses précédents rôles notables, on peut noter son interprétation de Tony Logozzo dans Cold Squad, brigade spéciale (1998-1999). 
En 2003, la série télévisée Galactica a été ramenée à la vie, sous une forme réinventée. Le projet a été écrit et produit par Ronald D. Moore et réalisé par Michael Rymer. Hogan y figure de 2003 à 2009 en tant que Saul Tigh, un colonel dans la flotte Coloniale et commandant en second du Battlestar Galactica. La mini-série a servi de pilote à une série télévisée qui en a découlé, production collaborative entre Sci Fi Channel et Sky TV. 
En 2010, il prête sa voix au capitaine Armando-Owen Bailey, personnage secondaire du jeu de science-fiction Mass Effect 2. Il prête également sa voix au Doc Mitchell dans le jeu vidéo de rôle et d'action Fallout: New Vegas,. Il joue également le général Slade Wilson dans la dixième saison de la série télévisée Smallville qui dépeint les origines du super-héros de DC Comics Superman, ici interprété par Tom Welling.
En 2011, il prête sa voix au général Tullius dans le jeu vidéo de rôle et d'action The Elder Scrolls V: Skyrim du studio Bethesda Game Studios.
En 2012, il reprend le rôle d'Armando-Owen Bailey dans le jeu vidéo Mass Effect 3.
En 2015, il joue Otto Gerhardt, un mafieux cloitré sur une chaise roulante après une crise cardiaque, dans la seconde saison de la série Fargo.

### Vie privée
Il est marié à l'actrice Susan Hogan. 
Ensemble, ils ont trois enfants : les acteurs Jennie Rebecca Hogan et Gabriel Hogan, ainsi que Charlie Hogan. Michael et Susan Hogan sont tous deux des acteurs récurrents (en tant que couple marié) de la série télévisée The L Word.
Le 17 février 2020, Hogan souffre d'une importante blessure cérébrale et est opéré en urgence au Vancouver General Hospital (en). Cette blessure lui cause une paralysie complète du côté gauche, des pertes de mémoire, des troubles cognitifs ainsi qu'une dysphagie. Quelques mois plus tard, sa femme annonce qu'Hogan arrive à s'exprimer de façon cohérente mais qu'il est peu probable qu'il puisse reprendre sa carrière. 

## Filmographie

### Cinéma
- 1978 : High-Ballin' : Reggie
- 1980 : Klondike Fever : Will Ryan
- 1981 : Gas : Guido Vespucci
- 1982 : Les rats attaquent : Cop in Subway
- 1983 : Candy the Stripper : Larry
- 1985 : Opération beurre de pinottes : Billy
- 1986 : Perdus en mer ! : Bob
- 1988 : Cowboys Don't Cry
- 1988 : Palais Royale : Sergeant Leonard
- 1990 : Stella : Billy
- 1991 : Solitaire : Al
- 1991 : Diplomatic Immunity : Jack Budyansky
- 1991 : Clearcut : Bud Rickets
- 1992 : The Visit : Bristol
- 1992 : Le Feu sur la glace : Doctor
- 1993 : I Love a Man in Uniform : Detective Itch
- 1994 : Road to Saddle River : Louis
- 1995 : Soul Survivor : Donald
- 1997 : Nights Below Station Street : Joe Walsh
- 2000 : Marine Life : Humphrey
- 2001 : Gasline : Kenny
- 2005 : A Simple Curve : Jim
- 2008 : Le Jour où la Terre s'arrêta : General
- 2009 : Little New York : Bill
- 2011 : Le Chaperon rouge : Le préfet
- 2011 : Snowmageddon : Fred Baker
- 2019 : Contaminations d'Edward James Olmos : Judge
- 2020 : Sonic, le film : Chef d'État-Major de l'Air Force

### Télévision
- 1981 : Le monstre des profondeurs : Chili
- 1983 : Vanderberg : Hank Vanderberg
- 1984 : Le Vagabond : Lucky
- 1984 : He's Fired, She's Hired : Freddie's Ad Man
- 1985 : The Suicide Murders : Bill Ward
- 1986 : Kay O'Brien : Sean McCandliss
- 1986 : Adderly : Shankill
- 1986 : The Little Vampire : Robert Bohnsack
- 1988 : La Cinquième Dimension : Sheriff Roy
- 1989 : E.N.G. : Crothers
- 1990 : Mom P.I. : Vic Stevens
- 1990 : La Guerre des mondes : Nash
- 1990 : Force de frappe : Father Milady
- 1990 : Les derniers jours de bonheur : Billy Haller
- 1991 : Street Legal (en) : Brent Elliot
- 1992 : Beyond Reality : Jebidiah Smith
- 1992 : Les Ailes du destin : Eddie
- 1992 : Hearts Afire : Tom Dybala Jr.
- 1993 : Gross Misconduct : Taxi driver
- 1993 : Lifeline to Victory : Chief Engineer
- 1993 : Les Contes d'Avonlea : M.. Dunn
- 1993 : Matrix : Dr. Martin Sands
- 1994 : Kung Fu, la légende continue : Duncan
- 1996 : For Those Who Hunt the Wounded Down : Alvin
- 1996 : The Boys Next Door (en) : Dr. Racine
- 1996 : Jalousie maternelle : ?
- 1996 : Jake and the Kid : Gate
- 1997 : Millennium : Captain Bigelow
- 1997 : Two : Officer Pierce
- 1997 : Dead Man's Gun : Flagg (segment My Brother's Keeper)
- 1997 : Dōkyūsei : The General
- 1997 : La Maison-Bleue : ?
- 1997 : Au-delà du réel : L'aventure continue : Dr. Lawrence Sinclair (saison 3, épisode 4, Le dernier repas)
- 1998 : Nothing Sacred
- 1998 : La loi du colt : Sheriff Haynes
- 1998 : Un tandem de choc : George
- 1999 : Shadow Lake
- 1999 : Cold Squad, brigade spéciale : Det. Tony Logozzo
- 1999 : First Wave : M.. Bennett
- 2000 : Invasion planète Terre : Detective
- 2000 : Meurtres en famille : Ralph
- 2001 : UC: Undercover : Sergeant Drake
- 2002 : The Investigation : Ray
- 2002 : The Eleventh Hour : Milt
- 2002 : Mysterious Ways : Les Chemins de l'étrange : Andy Anderson
- 2002 : Monk :  Warren St. Claire (saison 1, épisodes 1 et 2)
- 2002 : Shadow Realm : Larry
- 2002 : Les Nuits de l'étrange : Larry
- 2002 : Andromeda : Crescent
- 2003 : Abus de confiance : Doug Bryce
- 2003 : Battlestar Galactica : Colonel Saul Tigh
- 2004 : Blue Murder : Colin Gladden
- 2006 : The L Word (série télévisée, 4 épisodes) : Irwin Fairbanks
- 2006 : Battlestar Galactica: The Resistance : Colonel Saul Tigh
- 2007 : Robot Chicken : Col. Saul Tigh
- 2007 : Battlestar Galactica: Razor : Colonel Saul Tigh
- 2008 : Late Show with David Letterman (émission TV) : Saul Tigh
- 2008 : Battlestar Galactica: The Face of the Enemy : Colonel Saul Tigh
- 2009 : Battlestar Galactica : Colonel Saul Tigh
- 2009 : Battlestar Galactica: The Plan : Colonel Saul Tigh
- 2009 : Numbers : Ray Till/D. B. Cooper
- 2009 : Warehouse 13 : M. Warren Bering, le père de l'Agent Myka Bering
- 2010 : Smallville : Deathstroke / Général Slade Wilson
- 2010 : Psych : Enquêteur malgré lui : William Tanner
- 2010 : Intime conviction : Fritz Wolfram
- 2011 : Terreur dans l'Arctique : Terry Lowman
- 2011-2012 : Supernatural : Sheriff Osborne (Saison 7, Episode 6 : Copies conformes (Slash Fiction))
- 2012-2017 : Teen Wolf  : Gerard Argent (25 épisodes)
- 2013 : Un tueur au visage d'ange : Terry Kindlon
- 2013 : Mentalist : Sean Barlows
- 2013 : Falling Skies : Général Donovan
- 2013 : Haven : Lincoln
- 2014 : Une dangereuse élève : Shériff Stanton
- 2014 : Le médaillon de Noël (Norma Bailey)
- 2015 : Fargo : Otto Gerhardt
- 2016 : 12 Monkeys : Dr. Vance Eckland
- 2016-2018 : Le Maître du Haut Château : Hagan (4 épisodes)
- 2017 : Zoo : Henry Garrison (7 épisodes)
- 2017 : Toi, moi et elle : Hal Seaver, le père d’Emma Trakarsky (2 épisodes)
- 2018 : Les Nouvelles Aventures de Sabrina : grand-père Kinkle (1 épisode)
- 2018 : Esprits criminels : Benjamin Merva (né David James Merva) (2 épisodes)

### Jeux vidéo
- 2010 : Fallout: New Vegas : Doc Mitchell
- 2010 : Mass Effect 2 : le capitaine Armando-Owen Bailey
- 2011 : The Elder Scrolls V: Skyrim : le général Tullius
- 2012 : Mass Effect 3 : le commandant Armando-Owen Bailey